# Sân bay Haluoleo
Sân bay Haluoleo (tên cũ Sân bay Wolter Monginsidi) là một sân bay ở Kendari, Đông Nam Sulawesi, Indonesia (IATA: KDI, ICAO: WAWW). Tên cũ của sân bay được đặt theo Robert Wolter Monginsidi, một anh hùng Indonesia bị hành quyết bởi người Hà Lan trong cách mạng dân tộc Indonesia. Từ ngày 13 tháng 2 năm 2010, sân bay được đổi tên theo vua Hồi giáo thứ sáu của Vương quốc Hồi giáo Buton, Halu Oleo.

## Hãng hàng không và tuyến bay
| Hãng hàng không                 | Các điểm đến                                                     |
| ------------------------------- | ---------------------------------------------------------------- |
| Batavia Air                     | Makassar,Jakarta                                                 |
| Cardig Air                      | Makassar,Jakarta, Balikpapan, Bali, Manado, Banjarmasin, Ternate |
| Express Air                     | Bau-Bau, Kolaka                                                  |
| Garuda Indonesia                | Makassar,Jakarta,Singapore                                       |
| Lion Air                        | Makassar,Gorontalo,Jakarta,Surabaya                              |
| Wings Air                       | Makassar, Kolaka                                                 |
| Merpati Nusantara Airlines      | Makassar,Bau-Bau                                                 |
| Sriwijaya Air                   | Makassar,Surabaya                                                |
| Sabang Marauke Raya Air Charter | Bua, Toraja                                                      |
| Susi Air                        | Baubau,Wakatobi                                                  |